# بيتر هاكينبيرغ
بيتر هاكينبيرغ (بالألمانية: Peter Hackenberg)‏ (6 فبراير 1989 بأويتين في ألمانيا - ) هو لاعب كرة قدم ألماني في مركز الدفاع. شارك مع منتخب ألمانيا تحت 17 سنة لكرة القدم. أما مع النوادي، فقد لعب مع ألمانيا آخن وإنيرجي كوتبوس ونادي ماغديبورغ ونادي يوبين وSV Wacker Burghausen ‏.

## وصلات خارجية
- بيتر هاكينبيرغ على موقع قاعدة بيانات كرة القدم.إي يو (الإنجليزية)
- بيتر هاكينبيرغ على موقع بيانات كرة القدم. دي إي (الألمانية)
- بيتر هاكينبيرغ على موقع Soccerway.com (الإنجليزية)
- بيتر هاكينبيرغ على موقع عالم كرة القدم.نت (الإنجليزية)